# Alfonso Benavides
Alfonso „Sete“ Benavides López de Ayala (* 9. März 1991 in Pollença) ist ein spanischer Kanute.

## Erfolge
Alfonso Benavides sicherte sich seine ersten internationalen Medaillen im Jahr 2011, als er im Einer-Canadier über 200 Meter Bronze bei den Weltmeisterschaften in Szeged und Silber bei den Europameisterschaften in Belgrad gewann. 2012 in Zagreb und 2014 in Brandenburg an der Havel wiederholte er bei den Europameisterschaften diesen Erfolg und belegte 2015 in Račice u Štětí den dritten Platz. In diesem Zeitraum gelang ihm außerdem bei den Weltmeisterschaften 2013 in Duisburg ein erneuter Gewinn der Bronzemedaille. 2019 wurde er in Szeged im Zweier-Canadier über 500 Meter mit Antoni Segura ebenfalls Dritter. Für die Europaspiele wurde Benavides zweimal nominiert: 2015 in Baku erreichte er zwar das Finale, kam in diesem aber nicht über den zehnten Platz hinaus. Vier Jahre darauf in Minsk zog er erneut in den Endlauf ein und schloss diesen auf dem dritten Platz ab.
Ebenfalls zweimal nahm Benavides an Olympischen Spielen teil. Bei seinem Olympiadebüt 2012 in London gewann er im Einer-Canadier über 200 Meter zunächst seinen Vorlauf und qualifizierte sich dank eines zweiten Platzes im Halbfinale für den Endlauf. In 43,038 Sekunden überquerte er im Finale als Vierter die Ziellinie und verpasste so einen Medaillengewinn knapp. Dem mit einer Zeit von 42,792 Sekunden zweitplatzierte Litauer Jevgenijus Šuklinas wurde jedoch bei Nachtests die Einnahme des verbotenen Anabolikums Dehydrochlormethyltestosteron (Turinabol) nachgewiesen, woraufhin diesem am 13. Juni 2019 durch das IOC nachträglich die Silbermedaille aberkannt wurde. Der drittplatzierte Russe Iwan Schtyl rückte daraufhin auf den zweiten Platz hinter Olympiasieger Jurij Tscheban vor, während Benavides auf Rang drei vorrückte und damit nachträglich die Bronzemedaille erhielt. Bei den Olympischen Spielen 2016 in Rio de Janeiro ging Benavides erneut im Einer-Canadier auf der Sprintstrecke an den Start. Wie schon 2012 blieb er in seinem Vorlauf siegreich und platzierte sich im Halbfinale auf Rang zwei. Auch das Finale beendete er wieder auf Rang vier, diesmal nur 21 Hundertstelsekunden hinter dem drittplatzierten Brasilianer Isaquias Queiroz.